# Рылово (Сокольский район)
Рылово — деревня в Сокольском районе Вологодской области на реке Глушица.
Входит в состав Нестеровского сельского поселения (с 1 января 2006 года по 13 апреля 2009 года входила в Кокошиловское сельское поселение), с точки зрения административно-территориального деления — в Кокошиловский сельсовет.
Расстояние до районного центра Сокола по автодороге — 43 км, до центра муниципального образования Нестерова по прямой — 5 км. Ближайшие населённые пункты — Великий Двор, Труфаново, Антуфьево.
По переписи 2002 года население — 3 человека.